# Danny Grant
Pour les articles homonymes, voir Grant.
Daniel Frederick Grant, né le 21 février 1945 à Fredericton au Canada et mort le 14 octobre 2019 dans la même ville
, est un joueur canadien de hockey sur glace de la Ligue nationale de hockey.

## Carrière
Après avoir évolué dans la Ligue américaine de hockey, Danny Grant va rejoindre les rangs de la LNH en 1965 avec les Canadiens de Montréal de 1965 à 1968.
Il s'engage en 1968 avec les North Stars du Minnesota pour y jouer jusqu'en 1974.

Il arrive ensuite aux Red Wings de Détroit qu'il quittera en 1978 pour terminer sa carrière aux Kings de Los Angeles en 1979.
Il marquera 535 points (263 buts et 272 passes) en 736 matchs de LNH.

## Statistiques
| Saison     | Équipe                   | Ligue      |     | Saison régulière | Saison régulière | Saison régulière | Saison régulière | Saison régulière |    | Séries éliminatoires | Séries éliminatoires | Séries éliminatoires | Séries éliminatoires | Séries éliminatoires |
| Saison     | Équipe                   | Ligue      | PJ  | B                | A                | Pts              | Pun              | PJ               | B  | A                    | Pts                  | Pun                  |                      |                      |
| 1962-1963  | Petes de Peterborough    | AHO        | 50  | 12               | 9                | 21               | 0                |                  |    |                      |                      |                      |                      |                      |
| 1964-1965  | As de Québec             | LAH        | 1   | 0                | 1                | 1                | 2                | --               | -- | --                   | --                   | --                   |                      |                      |
| 1964-1965  | Petes de Peterborough    | AHO        | 56  | 47               | 59               | 106              | 0                |                  |    |                      |                      |                      |                      |                      |
| 1965-1966  | Canadiens de Montréal    | LNH        | 1   | 0                | 0                | 0                | 0                | --               | -- | --                   | --                   | --                   |                      |                      |
| 1965-1966  | Petes de Peterborough    | AHO        | 48  | 44               | 52               | 96               | 34               |                  |    |                      |                      |                      |                      |                      |
| 1966-1967  | Apollos de Houston       | CPHL       | 64  | 22               | 28               | 50               | 29               | 6                | 4  | 4                    | 8                    | 2                    |                      |                      |
| 1967-1968  | Canadiens de Montréal    | LNH        | 22  | 3                | 4                | 7                | 10               | 10               | 0  | 3                    | 3                    | 5                    |                      |                      |
| 1967-1968  | Apollos de Houston       | CPHL       | 19  | 14               | 8                | 22               | 6                | --               | -- | --                   | --                   | --                   |                      |                      |
| 1968-1969  | North Stars du Minnesota | LNH        | 75  | 34               | 31               | 65               | 46               | --               | -- | --                   | --                   | --                   |                      |                      |
| 1969-1970  | North Stars du Minnesota | LNH        | 76  | 29               | 28               | 57               | 23               | 6                | 0  | 2                    | 2                    | 4                    |                      |                      |
| 1970-1971  | North Stars du Minnesota | LNH        | 78  | 34               | 23               | 57               | 46               | 12               | 5  | 5                    | 10                   | 8                    |                      |                      |
| 1971-1972  | North Stars du Minnesota | LNH        | 78  | 18               | 25               | 43               | 18               | 7                | 2  | 1                    | 3                    | 0                    |                      |                      |
| 1972-1973  | North Stars du Minnesota | LNH        | 78  | 32               | 35               | 67               | 12               | 6                | 3  | 1                    | 4                    | 0                    |                      |                      |
| 1973-1974  | North Stars du Minnesota | LNH        | 78  | 29               | 35               | 64               | 16               | --               | -- | --                   | --                   | --                   |                      |                      |
| 1974-1975  | Red Wings de Détroit     | LNH        | 80  | 50               | 36               | 86               | 28               | --               | -- | --                   | --                   | --                   |                      |                      |
| 1975-1976  | Red Wings de Détroit     | LNH        | 39  | 10               | 13               | 23               | 20               | --               | -- | --                   | --                   | --                   |                      |                      |
| 1976-1977  | Red Wings de Détroit     | LNH        | 42  | 2                | 10               | 12               | 4                | --               | -- | --                   | --                   | --                   |                      |                      |
| 1977-1978  | Red Wings de Détroit     | LNH        | 13  | 2                | 2                | 4                | 6                | --               | -- | --                   | --                   | --                   |                      |                      |
| 1977-1978  | Kings de Los Angeles     | LNH        | 41  | 10               | 19               | 29               | 2                | 2                | 0  | 2                    | 2                    | 2                    |                      |                      |
| 1978-1979  | Kings de Los Angeles     | LNH        | 35  | 10               | 11               | 21               | 8                | --               | -- | --                   | --                   | --                   |                      |                      |
| 1981-1982  | Express de Fredericton   | LAH        | 18  | 2                | 7                | 9                | 4                | --               | -- | --                   | --                   | --                   |                      |                      |
| Totaux LNH | Totaux LNH               | Totaux LNH | 736 | 263              | 272              | 535              | 239              | 43               | 10 | 14                   | 24                   | 19                   |                      |                      |